# Costruzioni ipogee contemporanee

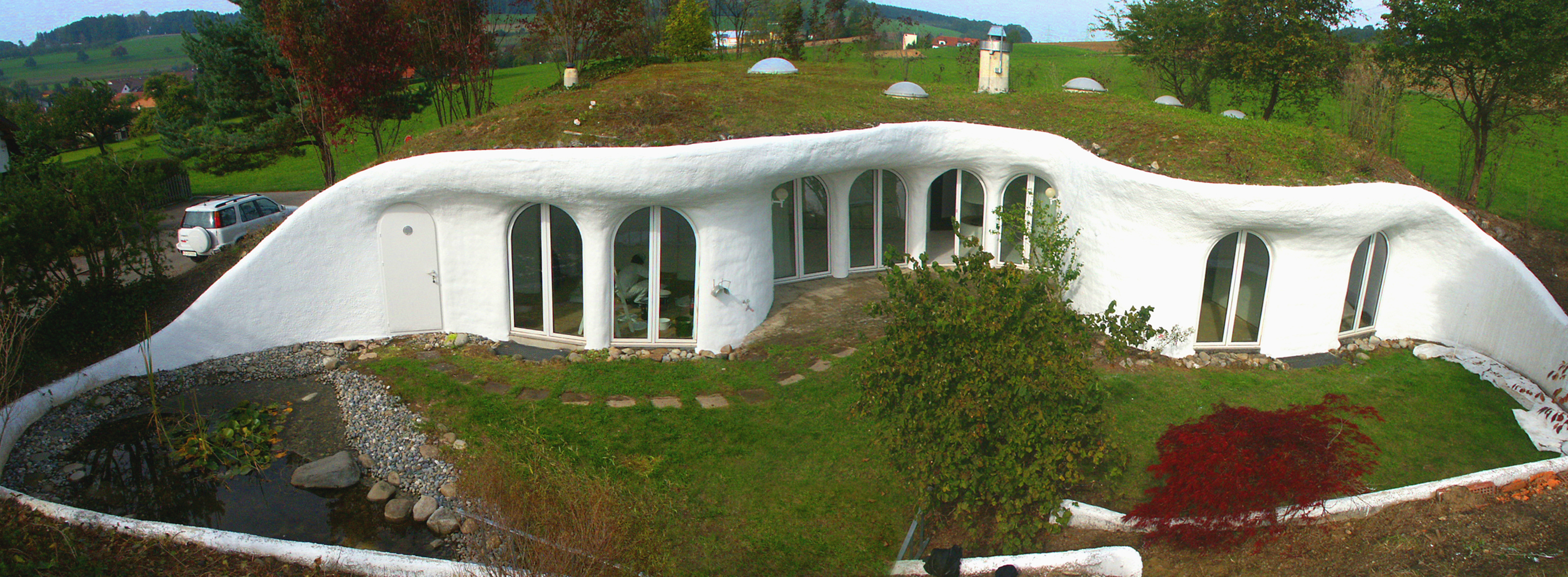
Costruzioni ipogee (Peter Vetsch)

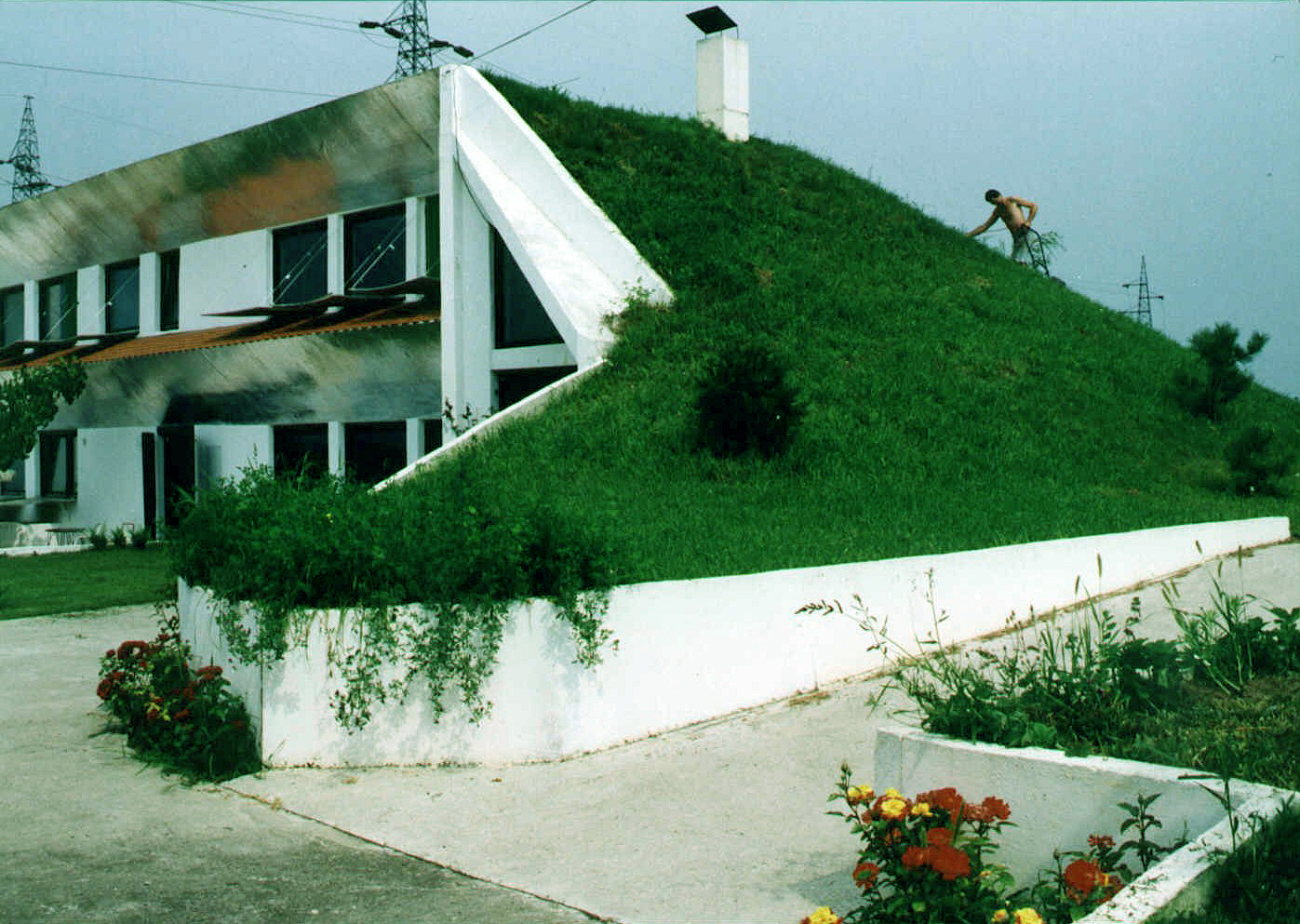
Costruzioni ipogee con superfici riflettenti a Novi Sad, Serbia da Veljko Milković

Le costruzioni ipogee contemporanee dette impropriamente anche «case di terra» sono edifici moderni realizzati in calcestruzzo armato e ricoperti di terra.
Il vantaggio della costruzione ipogea in sottosuolo deriva dal fatto che la terra trattiene il calore e l'umidità, per cui agisce come rivestimento riscaldante, proteggendo dal freddo, dalla pioggia e dal vento. Inoltre la terra offre protezione dai fattori inquinanti presenti nell'atmosfera.
A proposito di queste costruzioni, Edelhart ha affermato:
(M. Edelhart, Das Erdhaus: Handbuch für Architekten und Bauherren (la casa di terra: manuale per architetti e committenti), Vienna 1983, pag.9)

## Tecnica di costruzione

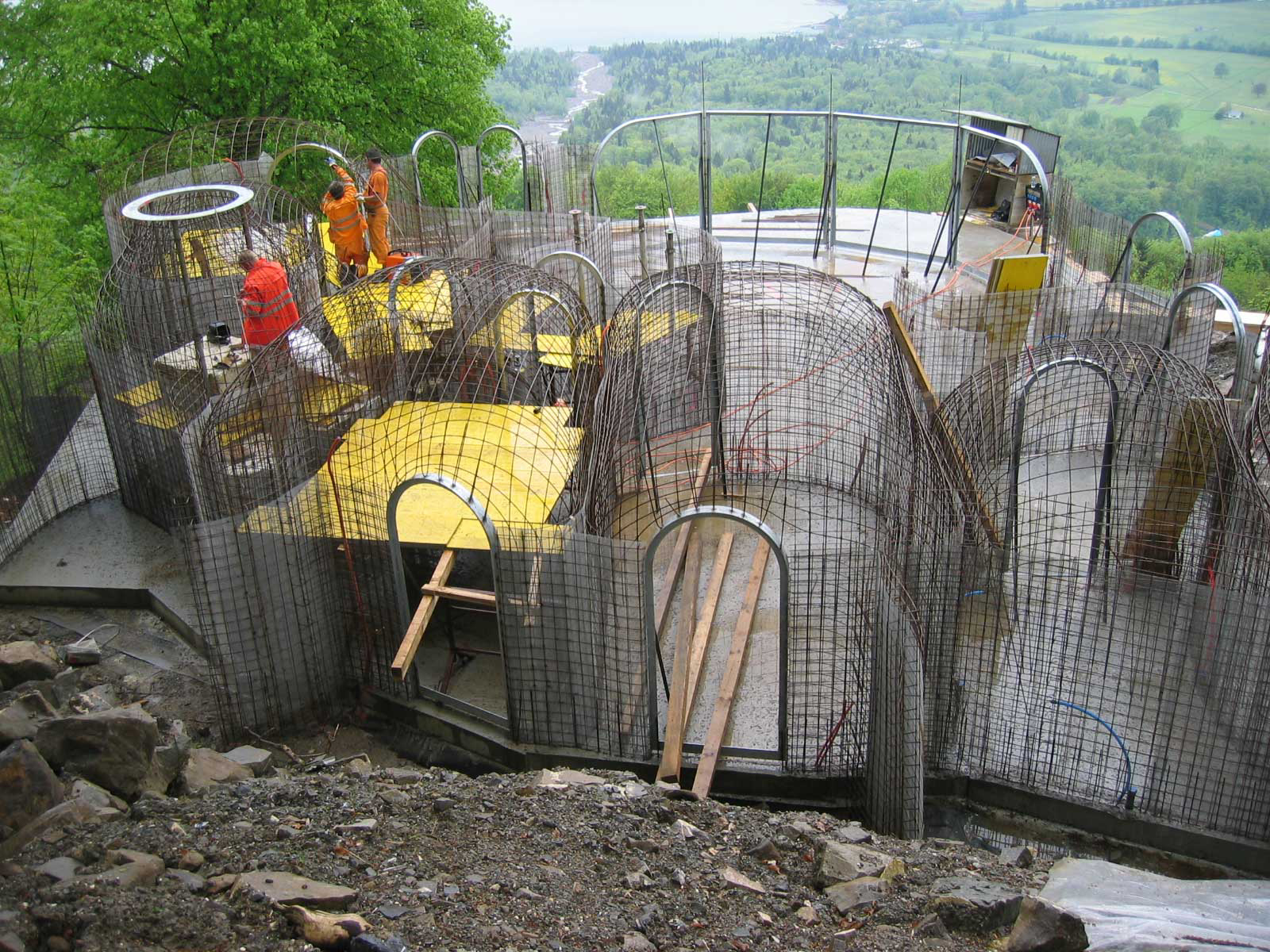
rete metallica

Le strutture, concepite come volte "integrali", possono essere prefabbricate in rigidi pezzi singoli oppure possono essere realizzate con procedimenti di stampaggio ad iniezione su reti metalliche. Le volte in calcestruzzo a proiezione consentono forme libere ed organiche che garantiscono ambienti ricchi di luce. Il procedimento di stampaggio ad iniezione è stato impiegato per la prima volta all'inizio del XX secolo. Il naturalista statunitense Carl Akeley, nel 1911, brevettò uno strumento con cui era possibile spruzzare cemento a grani fini. La tecnica del calcestruzzo a proiezione viene impiegata principalmente nelle opere di fondazione e nella costruzione di tunnel, mentre nelle costruzioni in superficie viene impiegata sostanzialmente negli interventi di risanamento del calcestruzzo. Pioniere dell'uso della tecnica del calcestruzzo a proiezione nelle costruzioni in superficie è stato Friedrich Kiesler con il suo progetto Unendliches Haus ("casa infinita"). Ad usare nuovamente questo procedimento e ad ottimizzarlo è stato l'architetto svizzero Peter Vetsch che con l'ausilio di questa tecnica ha costruito oltre 40 edificati di questo tipo, quasi tutti in Svizzera quali: Residential House Eberhardt, Earth House Estate Lättenstrasse, Residential House Leuzinger, Residential House Pallavincini, Residential House Dolder, Residential House Guldimann, Residential House Müller, Residential House Schweizer, Residential House Vetsch, Residential House Dubler, Recreation Center Chrüzacher, Residential House Schwab, Residential House Giovannone, Residential House  Hotz. Altri edificati sono stati progettati e realizzati o in corso di edificazione, da Peter Vetsch, in Germania (Residential House Northwest-Germany e Sanctuary Pfullingen), Ucraina (Wellness Center Krim) e Thailandia (Recreation Resort Koh Phangan). Con questa tecnica costruttiva, il calcestruzzo a proiezione viene applicato su una rete metallica stirata a maglie strette saldata su armature portanti. Queste vengono piegate e formate in base alla forma della casa prevista. All'esterno, sulla volta, viene spruzzato uno strato spesso 20 cm di schiuma rigida di poliuretano, isolante termico. Sopra viene posata una stuoia e la struttura viene ricoperta con uno strato di terra da 50 cm a 3 metri. Le pareti interne di una casa di terra sono dotate di un intonaco argilloso. Questo consente un equilibrio di umidità ideale; esso, infine, viene verniciato con tinte a calce naturali.

## Struttura e architettura

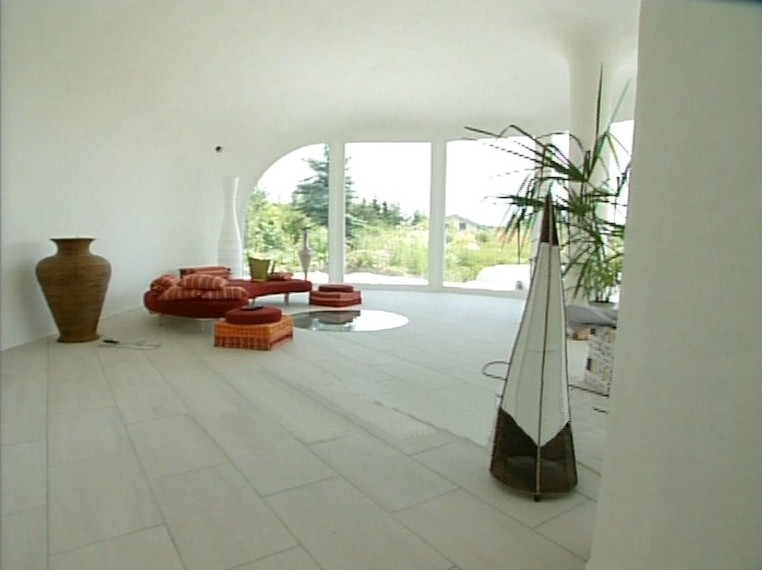
Case ipogee in calcestruzzo

Le case ipogee in calcestruzzo di esponenti come Peter Vetsch o Arthur Quarmby si basano sull'interpretazione di un'architettura ecologica ma allo stesso tempo anche progressiva. Esse si contraddistinguono per la vicinanza alla natura e consentono un'innovativa percezione dello spazio diversa dalle normali pareti ad angoli retti. L'intenzione di base non è di adeguare la terra all'edificio bensì di progettare quest'ultimo in modo tale che l'originarietà del paesaggio venga conservata il più possibile.
Le case ipogee in calcestruzzo del giorno d'oggi possono disporre di tutti gli standard degli arredi interni, come ad esempio le moderne cucine, i bagni e il sistema di conduzione della casa. Inoltre, gli edifici vengono concepiti ogni volta in modo nuovo, non essendo fabbricati in serie. Le case ipogee in calcestruzzo possono essere costruite o come case singole o come aree residenziali.

## Vantaggi
I vantaggi centrali dell'architettura delle case ipogee in calcestruzzo sono rappresentati soprattutto dagli aspetti ecologici e di sicurezza.

### Condizioni climatiche confortevoli
Uno dei vantaggi ecologici principali delle case ipogee in calcestruzzo è costituito dal loro clima abitativo. Il particolare sistema architettonico delle case ipogee in calcestruzzo crea condizioni climatiche equilibrate: refrigerazione in estate e mantenimento del calore in inverno. Un altro vantaggio è l'umidità dell'aria pari al 50%. Inoltre, la densità dell'aria delle case ipogee in calcestruzzo rappresenta una condizione ideale per una confortevole ventilazione controllata.

### Risparmi di energia e CO2
Una delle conseguenze dirette delle condizioni climatiche migliori sono i comprovati risparmi energetici che ogni anno ammontano fino al 50%. Dal momento che il fabbisogno di energia e calore delle abitazioni mal isolate, insieme alla mobilità e ai trasporti, offrono il maggior contributo al cambiamento climatico nell'ambito del consumo privato, la casa ipogea in calcestruzzo può favorire la riduzione dell'emissione di anidride carbonica.

### Resistenza ai temporali e ai terremoti
Grazie al loro sistema architettonico, le case ipogee in calcestruzzo sono protette al massimo contro i forti temporali dal momento che non possono essere né portate via, né abbattute dal vento. La statica e l'assenza di angoli e componenti costruttivi supplementari (come il tetto), evitano inoltre quasi tutti i punti d'attacco che altrimenti potrebbero portare ad ingenti danni.

### Tutele e impiego del paesaggio
Le case ipogee in calcestruzzo, ricoperte di terra, si inseriscono in modo naturale nell'ambiente, tutelando il paesaggio in modo duraturo. Le coperture rinverdite restituiscono una parte del paesaggio, dando così un contributo di ossigeno-azoto all'ambiente. Inoltre, grazie alla consistente copertura di terra viene recuperata la superficie utile sovrastante. Oltre a ciò, le case ipogee in calcestruzzo possono essere costruite anche nelle zone in pendenza, come i terreni collinosi, in strutture a terrazza. La possibilità di costruire sotto terra fino ai limiti del terreno edificabile, combinata alla struttura a terrazza, consente uno sfruttamento economico del territorio. Malgrado l'addensamento architettonico sono conservate le superfici esterne naturali.

### Protezione antincendio
Confrontate con altri materiali architettonici, come il legno, le case ipogee in calcestruzzo si contraddistinguono per una buona resistenza antincendio grazie al fatto che la struttura principale portante è il calcestruzzo.

### Piantagione sul tetto
Dal momento che come copertura del tetto viene usato materiale di scavo, è possibile piantarvi piante naturali. Il tetto ricoperto raccoglie gran parte dell'acqua piovana. Questo rilascio di acqua graduale alleggerisce i fiumi da eccessive quantità spontanee di acqua.

### Luce
Contrariamente all'idea che le case ipogee in calcestruzzo sono buie all'interno, queste vengono costruite in modo da disporre di ampie facciate di vetro e rotondi globi di illuminazione che consentono di ottenere ambienti chiari e ricchi di luce. Anche i bagni e i locali attigui possono essere in parte illuminati da globi di illuminazione.

## Svantaggi
La struttura delle case ipogee in calcestruzzo, normalmente, è caratterizzata da pareti che non sono perfettamente perpendicolari, bensì presentano forme piuttosto arrotondate. Questo potrebbe costituire un problema per l'arredamento degli interni, soprattutto per quanto concerne i mobili e i grandi quadri. È tuttavia possibile anticipare questo aspetto nella pianificazione e nel progetto di una casa ipogea in calcestruzzo, progettando consapevolmente pareti dritte in determinati punti.